# Nová Ves u Nového Města na Moravě
Nová Ves u Nového Města na Moravě (in tedesco Neudorf) è un comune ceco situato nel distretto di Žďár nad Sázavou, nella regione di Vysočina.